# 馬氏劍齒麗魚
馬氏劍齒麗魚（學名：Spathodus marlieri），為輻鰭魚綱鱸形目隆頭魚亞目慈鯛科的其中一種，分布於非洲坦干伊喀湖北部流域，為特有種，體長可達10公分，棲息在沿岸碎石底質淺水域，刮食岩石上的附著生物維生，生活習性不明，可作為觀賞魚。

## 擴展閱讀
維基物種上的相關：馬氏劍齒麗魚